# Етолійсько-беотійська війна
Етолійсько-беотійська війна — воєнний конфлікт 245 р. до н. е. у центральній Греції, головними учасниками якого були Етолійський союз та Беотія.

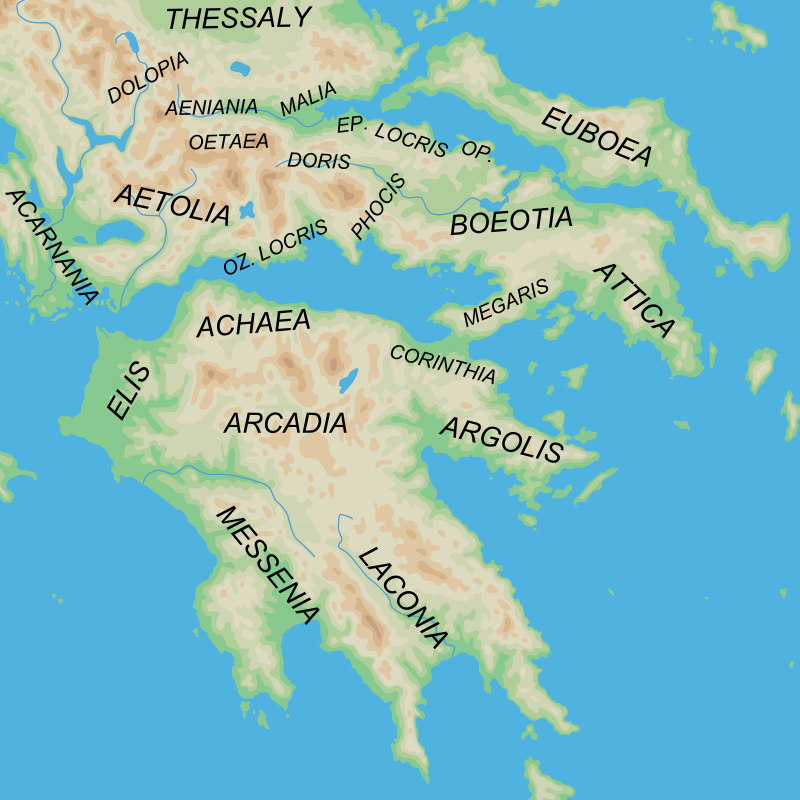
Регіони центральної та південної Греції. Позначені Беотія, Опунтська та Епікнемідська Локрида (як EP. LOCRIS OP.), Фокіда, Етолія, Озольська Локрида (як OZ.LOCRIS). Калідонія знаходилась далі на захід по узбережжю від Озольської Локриди. На протилежному боці Коринфської затоки позначена Ахая

Протягом другої чверті 3 століття до н. е. території етолійців та Беотії зближались. У 272 р до н. е. останні анексували Опунтську Локриду (навпроти північно-західного узбережжя Евбеї). Етолійці ж у 260/259 р. до н. е. включили до свого союза Локриду Епікнемідську (далі на північний захід від Опунтської, на південному узбережжі Малійської затоки), а невдовзі приєднали частину Фокіди на південь від гори Парнас, по північному узбережжю Коринфської затоки. Останнє призвело до безпосереднього контакту з Беотією, з якою у 245 р. до н. е. виник збройний конфлікт.
Союзником беотійців виступив Ахейський союз, котрий на той час вже включав Сікіон, приєднаний до нього Аратом. Арат переправився на протилежний (північний) берег Коринфської затоки, де розорив Калідонію та Озольську Локриду. Далі він із десятитисячним військом рушив у Беотію на з'єднання з союзниками, проте не встиг. У битві при Херонеї (північно-західна Беотія на кордоні з Фокідою) беотійці зазнали поразки, втратили одну тисячу воїнів загиблими та свого беотарха Абеокрита. Беотія капітулювала та стала союзною етолійцям.
З початком у 243 р. до н. е. війни Ахейського союзу із Македонією, етолійці взяли в ній активну участь на боці останньої.